# Leggiuno
Leggiuno là một đô thị ở tỉnh Varese trong vùng Lombardia, có cự ly khoảng 60 km về phía tây bắc của Milan và khoảng 20 km về phía tây bắc của Varese. Tại thời điểm ngày 31 tháng 12 năm 2004, đô thị này có dân số 3405 người và diện tích là 13 km².
Leggiuno giáp các đô thị: Belgirate (VB), Besozzo, Caravate, Laveno-Mombello, Monvalle, Sangiano, Stresa (VB)
Các đơn vị trực thuộc: Arolo, Ballarate, Baraggia, Bosco, Casa Motta, Cellina, Ghirate, Il Moro, La Gesiola, Marzaro, Mirasole, Quicchio, Reno, Roncaccio, Rozzoni, Santa Caterina del Sasso, Santa Maria 
Comuni contigui: Belgirate (VB), Besozzo, Caravate, Laveno-Mombello, Monvalle, Sangiano, Stresa (VB)